# Morfonica
Morfonica（モルフォニカ）は、メディアミックス作品「BanG Dream!」に登場する架空の5人組ガールズバンド、およびそのキャラクターの声を担当する声優、ミュージシャンたちによる実在するバンド形式の5人組女性声優ユニットの名称である。テーマカラーは■SKY BLUE。略称「モニカ」。現実世界における所属レーベルはブシロードミュージック。
名前の由来は『メタモルフォーゼ』『シンフォニック』『モルフォ蝶』より。特に、初めの2つは、ストーリー内にて明確に描写されている語源である。
キャラクターとしては名門のお嬢様学校である月ノ森女子学園の1年生達が結成したガールズバンドであり、年齢としてもバンドの年数としても戸山香澄たちの後輩にあたるキャラクターとなる。
2020年3月1日、ネット配信番組「@ハロハピCiRCLE放送局 3周年直前SP」内にて『Morfonica』の存在が発表され、アプリゲーム『バンドリ！ガールズバンドパーティ！』へキャラクター、オリジナル楽曲、カバー楽曲、バンドストーリー等の実装が発表された。配信後にはYouTubeの公式チャンネルにて「BanG Dream!」シリーズのアニメーション制作を担当するサンジゲン制作によるオリジナル楽曲「Daylight -デイライト-」のアニメーションMVが公開された。3月5日には、TVアニメ「BanG Dream! 3rd Season」第6話放送終了後のCMにてMorfonicaの「『Daylight -デイライト-』 アニメーションver.＆リアルバンドver.」のCMが公開。サンジゲン制作のアニメーションMVのほか、5名のキャストによる演奏シーンが公開され、同時に担当するキャストや「第4のリアルバンド」としてライブ展開をすることが発表された。3月16日よりアプリゲーム『バンドリ！ガールズバンドパーティ！』のゲーム3周年に実装された。
2020年3月の実装に先駆け、2019年3月より順次公開されていた「バンドストーリー2章」にましろが物語のキーパーソンとして登場しているほか、透子も登場している。

## 音楽性
他のバンドとの違いとしてバイオリンのメンバーが在籍しており、「幻想的な世界観を奏でる、バイオリンロックバンド」、「シンフォニックロックを奏でる声優バンド」とも紹介されている。
同様の理由から、カバー曲の演奏に当たっては、原曲におけるピアノ（またはシンセサイザー）のパートが別の楽器に割り振られる場合もある。

## メンバー
| 名前/読み                   | 担当声優   | 身長  | 誕生日   | 担当楽器   | メンバーカラー       |
| --------------------------- | ---------- | ----- | -------- | ---------- | -------------------- |
| くらた ましろ 倉田 ましろ   | 進藤あまね | 154cm | 2月19日  | ボーカル   | ウイスタリア         |
| きりがや とうこ 桐ヶ谷 透子 | 直田姫奈   | 164cm | 12月16日 | ギター     | バーミリオン         |
| ひろまち ななみ 広町 七深   | 西尾夕香   | 157cm | 6月16日  | ベース     | キャロットオレンジ   |
| ふたば つくし 二葉 つくし   | mika       | 150cm | 9月15日  | ドラム     | ブーゲンビリア       |
| やしお るい 八潮 瑠唯       | Ayasa      | 169cm | 11月19日 | バイオリン | アンティークグリーン |

進藤あまね（ボーカル担当、倉田ましろ 役）
響新人声優発掘オーディション2018を経て、2018年より響の所属となった。ボーカル担当で特技としてダンスを挙げているほか、ギターの演奏も得意としている。プロジェクト参加当時の年齢は15歳（2020年4月で16歳）であり、自身の演じる倉田ましろと同年齢である。バンドメンバーの西尾は同じ響に所属する後輩であり、先輩にはPoppin'Partyの愛美、伊藤彩沙、西本りみ、Roseliaの相羽あいな、RAISE A SUILENの紡木吏佐がいる。
直田姫奈（ギター担当、桐ヶ谷透子 役）
東京俳優生活協同組合所属。保育士として働いていたが、アニメの制作側に参加したいという思いから声優となる。アコースティックギターを特技としており、プロジェクト参加以前は自身の参加するライブやイベントで弾き語りをしていたほか、SNS上で弾き語りを配信していた。
西尾夕香（ベース担当、広町七深 役）
2016年よりHARUCA名義で音楽活動をしていたが、2019年に開催された「S・響・エースクルー合同オーディション2019」にて、響枠で合格。それに伴いHARUCAから西尾夕香へ改名の上、響所属となった。 特技として歌唱のほかDJやバイオリンを挙げている。ベースの演奏経験は無く、自身の演じる七深と同じく初心者としてスタートとなる。
mika（ドラム担当、二葉つくし 役）
エースクルー・エンタテインメント所属のアーティスト。現在に至るまでドラム講師として多くの生徒の指導をしており、整体セラピストの資格を生かして身体の構造に基づいた指導を行っている。『BanG Dream!』プロジェクトには最初期からドラム技術講師として参加しており、Poppin'PartyやRoseliaの演奏指導や楽曲の譜面作成のほかアニメーション用のモーションアクターを担当している。また、ライブへの参加経験もあり、Poppin'Partyのライブで大橋がスタンディングでドラム演奏するときのサポートドラムも担当している。プロジェクト以外でも大橋のライブ用ドラムソロパートの作成や事務所の後輩である大塚紗英のライブのサポートバンドにも参加している。
Ayasa（バイオリン担当、八潮瑠唯 役）
ロックバイオリニスト。幼少期よりバイオリンをはじめ学生時代には多くのコンクールで入選。音楽大学卒業後は日本の交響楽団にてソリストなどを務めイタリアでの演奏経験もある。ソロアーティストとしては、山本彩やももいろクローバーZ、山崎育三郎などのライブバンドメンバーとして演奏している。「ヲタリスト Ayasa」としてYouTubeにアニメや初音ミクのバイオリンカバーを公開しており、BanG Dream！の関連楽曲の動画も投稿していたことがある。

## 来歴
声優ユニットとしての『Morfonica』を中心に記述。
- 2020年
  - 3月1日、ネット配信番組「@ハロハピCiRCLE放送局 3周年直前SP」内にて『Morfonica』の存在が発表され、アプリゲーム『バンドリ！ガールズバンドパーティ！』へキャラクター、オリジナル楽曲、カバー楽曲、バンドストーリー等の実装が発表された[2]。配信後にはYouTubeの公式チャンネルにてオリジナル楽曲「Daylight -デイライト-」のアニメーションMVが公開された。制作は「BanG Dream!」シリーズのアニメーション制作を担当するサンジゲン。
  - 3月5日、TVアニメ「BanG Dream! 3rd Season」第6話放送終了後のCMにてMorfonicaの「『Daylight -デイライト-』 アニメーションver.＆リアルバンドver.」のCMが公開。サンジゲン制作のアニメーションMVのほか、5名のキャストによる演奏シーンが公開され、同時に担当するキャストや「第4のリアルバンド」としてライブ展開をすることが発表された。
  - 3月16日、アプリゲーム『バンドリ！ガールズバンドパーティ！』のゲーム3周年に実装された。
  - 5月27日、デビューシングル『Daylight -デイライト-』発売。
  - 8月23日、富士急ハイランド・コニファーフォレストにて開催された「BanG Dream! 8th☆LIVE 夏の野外3DAYS」にてDAY3に出演、初ライブ。
  - 10月7日、東京ガーデンシアターにて、単独ライブ『Morfonica 1st Live「Cantabile」』を開催[9]。
- 2021年
  - 10月28日・11月5日、初のツアーとなる『Morfonica ZEPP TOUR 2021「Amabile」』を大阪と東京で開催[10]。
- 2022年
  - 4月24日、TOKYO DOME CITY HALLでMorfonica Concept LIVE「Resonance」を開催[11]。
  - 6月18日、RAISE A SUILENとのツーマンライブ RAISE A SUILEN × Morfonica「Mythology Chapter 2」を開催。
  - 7月28日-29日、Morfonicaを題材としたアニメ｢Morfonication｣が全2話にてTV放送。[12][13]。あらすじなどは BanG_Dream!_(アニメ)#BanG Dream! Morfonication を参照。
  - 8月26日、RAISE A SUILENのゲストとしてAnimelo Summer Liveへ初出演[注釈 3]。
  - 9月23日、有明アリーナにてBanG Dream! 10th☆LIVEの第2弾として単独ライブを開催。ナンバリングLIVEでは初めての単独公演となった。
- 2023年
  - 2月27日、トレーディングカード Voice Actor Card Collection EX VOL.05 Morfonica『Espressivo』が発売された。

## ディスコグラフィ

### シングル
|        | 発売日        | タイトル                | 規格品番   | 規格品番   | オリコン 最高位 |
| 限定盤 | 発売日        | タイトル                | 通常盤     |            | オリコン 最高位 |
| ------ | ------------- | ----------------------- | ---------- | ---------- | --------------- |
| 1st    | 2020年5月27日 | Daylight -デイライト-   | BRMM-10263 | BRMM-10264 | 2位             |
| 2nd    | 2021年1月13日 | ブルームブルーム        | BRMM-10326 | BRMM-10327 | 6位             |
| 3rd    | 2021年10月6日 | ハーモニー・デイ        | BRMM-10436 | BRMM-10437 | 8位             |
| 4th    | 2022年3月30日 | fly with the night      | BRMM-10516 | BRMM-10517 | 7位             |
| 5th    | 2022年9月14日 | 寄る辺のSunny, Sunny    | BRMM-10561 | BRMM-10562 | 23位            |
| 6th    | 2024年5月1日  | 両翼のBrilliance        | BRMM-10772 | BRMM-10773 | 14位            |
| 7th    | 2024年10月9日 | Tempest/Wreath of Brave | BRMM-10829 | BRMM-10830 | 16位            |
| 8th    | 2025年8月27日 | Feathered Dreams        | BRMM-10944 | BRMM-10945 |                 |

### ミニアルバム
|     | リリース      | タイトル | 販売形態                 | 規格品番          | オリコン 最高位 |
| --- | ------------- | -------- | ------------------------ | ----------------- | --------------- |
| 1st | 2023年12月6日 | forte    | 生産限定盤（CD+Blu-ray） | BRMM-10739        | 14位            |
| 1st | 2023年12月6日 | forte    | 通常盤（CD）             | BRMM-10740～10744 | 14位            |

### フルアルバム
|     | リリース       | タイトル  | 販売形態                 | 規格品番   | オリコン 最高位 |
| --- | -------------- | --------- | ------------------------ | ---------- | --------------- |
| 1st | 2023年3月15日  | QUINTET   | 生産限定盤（CD+Blu-ray） | BRMM-10619 | 9位             |
| 1st | 2023年3月15日  | QUINTET   | 通常盤（CD）             | BRMM-10620 | 9位             |
| 2nd | 2025年03月12日 | Polyphony | 生産限定盤（CD+Blu-ray） | BRMM-10891 | 21位            |
| 2nd | 2025年03月12日 | Polyphony | 通常盤（CD）             | BRMM-10892 | 21位            |

### 参加作品
| 発売日         | 商品名                                                       | 歌                                           | 楽曲                                              | 備考                                                |
| -------------- | ------------------------------------------------------------ | -------------------------------------------- | ------------------------------------------------- | --------------------------------------------------- |
| 2020年5月27日  | バンドリ！ ガールズバンドパーティ！ カバーコレクション Vol.4 | Morfonica［倉田ましろ（進藤あまね）］        | 「chAngE」                                        | ゲーム『バンドリ！ ガールズバンドパーティ！』関連曲 |
| 2020年12月26日 | ガルパ ボカロカバーコレクション                              | Morfonica［倉田ましろ（進藤あまね）］        | 「深海少女」                                      | ゲーム『バンドリ！ ガールズバンドパーティ！』関連曲 |
| 2021年2月14日  | バンドリ！ ガールズバンドパーティ！ カバーコレクション Vol.5 | Morfonica［倉田ましろ（進藤あまね）］        | 「メリッサ」 「Nevereverland」                    | ゲーム『バンドリ！ ガールズバンドパーティ！』関連曲 |
| 2021年8月25日  | 劇場版「BanG Dream! FILM LIVE 2nd Stage」Special Songs       | Poppin'Party、Pastel*Palettes、Morfonica     | 「絆色のアンサンブル」                            | 劇場アニメ『BanG Dream! FILM LIVE 2nd Stage』劇中歌 |
| 2021年11月10日 | バンドリ！ ガールズバンドパーティ！ カバーコレクション Vol.6 | Morfonica［倉田ましろ（進藤あまね）］        | 「V.I.P」 「CQCQ」 「アゲハ蝶」                   | ゲーム『バンドリ！ ガールズバンドパーティ！』関連曲 |
| 2022年12月14日 | バンドリ！ ガールズバンドパーティ！ カバーコレクション Vol.7 | Morfonica［倉田ましろ（進藤あまね）］        | COLORFUL BOX 「unravel」                          | ゲーム『バンドリ！ ガールズバンドパーティ！』関連曲 |
| 2023年9月6日   | バンドリ！ ガールズバンドパーティ！ カバーコレクション Vol.8 | Morfonica［倉田ましろ（進藤あまね）］        | 「ALIVE」 「Nameless story」 「青空のラプソディ」 | ゲーム『バンドリ！ ガールズバンドパーティ！』関連曲 |
| 2023年9月6日   | バンドリ！ ガールズバンドパーティ！ カバーコレクション Vol.8 | Morfonica［倉田ましろ（進藤あまね）］、fhána | 「青空のラプソディ」                              | ゲーム『バンドリ！ ガールズバンドパーティ！』関連曲 |

## タイアップ曲
| 楽曲                  | タイアップ                                                                               | 時期   |
| --------------------- | ---------------------------------------------------------------------------------------- | ------ |
| Fateful...            | テレビアニメ『カードファイト!! ヴァンガード overDress』Season2エンディングテーマ         | 2021年 |
| Daylight -デイライト- | 劇場版アニメ『BanG Dream! FILM LIVE 2nd Stage』挿入歌                                    | 2021年 |
| ブルームブルーム      | 劇場版アニメ『BanG Dream! FILM LIVE 2nd Stage』挿入歌                                    | 2021年 |
| 金色へのプレリュード  | 劇場版アニメ『BanG Dream! ぽっぴん’どりーむ！』挿入歌                                    | 2022年 |
| 寄る辺のSunny, Sunny  | テレビアニメ『BanG Dream! Morfonication』挿入歌                                          | 2022年 |
| 両翼のBrilliance      | テレビアニメ『カードファイト!! ヴァンガード Divinez』エンディングテーマ                  | 2024年 |
| Feathered Dreams      | テレビアニメ『カードファイト!! ヴァンガード Divinez デラックス決勝編』オープニングテーマ | 2025年 |
| Color of Us           | テレビアニメ『カードファイト!! ヴァンガード Divinez デラックス決勝編』エンディングテーマ | 2025年 |

## ライブ・コンサート
2021年末時点でMorfonicaは5回ライブ・コンサートを行っており、うち3回が単独ライブ、残りの2回がプロジェクト内他バンドとのツーマンライブである。
本来、デビューイベントとして、2020年5月1日に『Morfonica Debut Event「Prelude」』（会場：舞浜アンフィシアター）が計画されていたが、COVID19コロナウイルス感染症の初期拡大期（所謂第1波）の最中であったため、中止された。更にその2日後にオープニングアクトとして“バンドリーマー”全体への御披露目をする予定だった『BanG Dream! Special☆LIVE Girls Band Party! 2020』（会場：メットライフドーム）も同様に延期しており、結局、結成発表から半年以上経った2020年8月23日に開催された『BanG Dream! 8th☆LIVE 夏の野外3DAYS DAY3：Special Live 〜Summerly Tone♪〜』（会場：富士急ハイランド・コニファーフォレスト）へのゲスト出演でようやく御披露目となった。
活動開始の時点から予期せず発生してしまった空白の半年間が「“よくわからないバンド”という状況が長く続いてしまったし、そのことによっていい意味でも悪い意味でも想像が膨らんでしまった」（Ayasa談）結果、Morfonicaに対する“バンドリーマー”からの評価が両極端に二分してしまった。その中には心無い誹謗中傷の声もあり、バンドの顔となるボーカルの進藤への執着は特に酷く、BanG Dream!キャストの中でも最年少で当時キャラクターと同じ高校1年生の未成年であった進藤は深い心の傷を負ってしまった。
御披露目の翌月、2020年10月7日には初の単独ライブとなる「Cantabile」を開催。その後はコロナ禍の中でも状況を見極めながら、半年間の悔しさをバネに順調に活躍の場数を踏んで成長を続けており、良い評価の声も増えている。
2回目の単独ライブとなる「Andante」ではステージに庭園のセットが用意され、曲間ではMCの代わりに次の曲を想起させるキーワードを織り込んだ朗読劇が展開された
。
2022年4月24日の単独ライブ「Resonance」では西尾夕香は新型コロナウイルス感染のため出演せず。担当するベース演奏および歌唱箇所については、レコーディングデータを用いての公演となった。

### 日程
|    | 開催年 | タイトル                                                        | 会場                                                                            |
| 1  | 2020年 | Morfonica 1st Live「Cantabile」                                 | 全1公演：10月7日 東京ガーデンシアター                                           |
| 2  | 2021年 | Poppin'Party×Morfonica Friendship LIVE「Astral Harmony」        | 全1公演：2月23日 横浜アリーナ                                                   |
| 3  | 2021年 | Morfonica Special Live「Andante」                               | 全1公演：5月21日 Zepp Haneda                                                    |
| 4  | 2021年 | BanG Dream! 9th☆LIVE「Mythology」                               | 全2公演：9月4日・5日 富士急ハイランド・コニファーフォレスト                     |
| 5  | 2021年 | Morfonica ZEPP TOUR 2021「Amabile」                             | 全2公演：10月28日 Zepp Osaka Bayside 11月5日 Zepp Haneda                        |
| 6  | 2022年 | Morfonica Concept LIVE「Resonance」                             | 全1公演：4月24日 TOKYO DOME CITY HALL                                           |
| 7  | 2022年 | RAISE A SUILEN × Morfonica「Mythology Chapter 2」               | 全1公演：6月18日 富士急ハイランド・コニファーフォレスト                         |
| 8  | 2022年 | BanG Dream! 10th☆LIVE「Reverberation」                          | 全1公演：9月23日 有明アリーナ                                                   |
| 9  | 2022年 | BanG Dream! Special☆LIVE Girls Band Party! 2020→2022            | 全1公演：11月12日 ベルーナドーム                                                |
| 10 | 2023年 | BanG Dream! 11th☆LIVE DAY2 Roselia×Morfonica「星空の夜想曲」    | 全1公演：2月5日 有明アリーナ                                                    |
| 11 | 2023年 | Morfonica ZEPP TOUR 2023「forte」                               | - 全3公演:7月20日 Zepp Osaka Bayside - 9月6日 Zepp Nagoya - 10月5日 Zepp Haneda |
| 12 | 2024年 | Morfonica Concept LIVE「forte」                                 | 全1公演：4月14日 Zepp DiverCity(TOKYO)                                          |
| 13 | 2024年 | Morfonica Concept LIVE「ff」                                    | 全1公演：10月12日 河口湖ステラシアター                                          |
| 14 | 2025年 | Morfonica LIVE「Rubato」                                        | 全1公演：4月19日 豊洲PIT                                                        |
| 15 | 2025年 | Morfonica単独ライブ                                             | 全1公演：12月30日 大宮ソニックシティ 大ホール                                   |
| 16 | 2026年 | BanG Dream! 10th Anniversary LIVE「In the name of BanG Dream!」 | 全1公演：2月28日（予定）Kアリーナ横浜                                           |

BanG Dream! Special☆LIVE Girls Band Party! 2020→2022は2度延期しており、当初日程はデビュー直後だったためにオープニングアクトでの出演予定だったが、延期に伴い正規出演に変更されている。

## 参加イベント
- BanG Dream! 8th☆LIVE 夏の野外3DAYS DAY3：Special Live 〜Summerly Tone♪～（富士急ハイランド・コニファーフォレスト、2020年8月23日）[20][注釈 11]
- ANIMAX MUSIX 2021 ONLINE supported by U-NEXT DAY2 (有明アリーナ （無観客配信）、2021年1月31日）[29]
- BanG Dream! Girls Talk Party! 2021（2021年6月5日・6日）：オンライントークイベント[30][注釈 12]
- ANIME EXPO LITE 2021 × LisAni!LIVE L.A.（北米向けオンラインライブ、現地時間2021年7月3日）[31]
- Morfonica トークイベント「モニ会へようこそ♪」（日経ホール、2021年12月5日）[32]
- コカ・コーラ SUMMER STATION 音楽LIVE（六本木ヒルズアリーナ、2022年8月14日）[33]
- Animelo Summer Live 2022 -Sparkle-（さいたまスーパーアリーナ、2022年8月26日）[34][注釈 13]
- BanG Dream! 10th☆LIVE 開催記念　バンドリ！シアター DAY3 : モニ会特別編 ～モルフォニ鑑賞会～（ 飛行船シアター、2022年9月25日）[35]
- ブシロード15周年記念ライブ in ベルーナドーム（ベルーナドーム、2022年11月13日）[36]
- オダイバ!!超次元音楽祭 - ヨコハマからハッピーバレンタインフェス2023 - （ぴあアリーナMM、2023年2月12日）
- BUSHIROAD ROCK FESTIVAL 2023（富士急ハイランド・コニファーフォレスト、2023年5月27日）[37]
- BILIBILIWORLD 2023（中国・上海国家会展中心、2023年7月22日）[38]
- Animelo Summer Live 2023 -AXEL-（さいたまスーパーアリーナ、2023年8月26日）[39]
- ヴァイスシュヴァルツ15周年記念ライブ（有明アリーナ、2023年11月2日）[40]
- Morfonica トークイベント「モニ会へようこそ♪〜ZEPP TOUR 2023 forte お疲れ会〜」（ 飛行船シアター、2023年10月22日）[41]
- Morfonicaトークイベント（ 飛行船シアター、2026年1月7日（予定））[42]

## 実写番組
『MORFONICAL/もるふぉにかる』が制作され、YouTube「バンドリちゃんねる☆」にてプレミア公開形式により配信された。

### MORFONICAL/もるふぉにかる
『MORFONICAL/もるふぉにかる』は2020年3月24日よりYouTube「バンドリちゃんねる☆」にて、隔週火曜日にプレミアム配信、2020年10月27日の配信で最終回となった。ドキュメンタリー番組形式の「MORFONICAL」とバラエティー番組形式の「もるふぉにかる」の2つのパターンを使い分けた形式となっている。番組の番号は両方を通じた連番となっている。
「MORFONICAL」のナレーションは遠野ひかる（#1～#3・#7・#9・最終回 ／アニメ版BanG Dream! 能々美子役）・美波わかな（#8・#10）、「もるふぉにかる」の進行は愛美（Poppin'Party Gt.&Vo.戸山香澄役）が担当した（「もるふぉにかる」全編・「MORFONICAL」#11・#12にはナレーション無し）。

#### 配信リスト
| No.                                                  | 配信開始日     | 番組名         | 内容 |
| ---------------------------------------------------- | -------------- | -------------- | --- |
| #1                                                   | 2020年3月24日  | MORFONICAL     | Vo. 倉田ましろ役の進藤あまねにフォーカス（Daylight -デイライト-PVメイキングとデビューに向けた想い）                         |
| #2                                                   | 2020年4月7日   | MORFONICAL     | Gt. 桐ヶ谷透子役の直田姫奈、Ba. 広町七深役の西尾夕香にフォーカス（Daylight -デイライト-PVメイキングとデビューに向けた想い） |
| #3                                                   | 2020年4月21日  | MORFONICAL     | Dr. 二葉つくし役のmika、Vn. 八潮瑠唯役のAyasaにフォーカス（Daylight -デイライト-PVメイキングとデビューに向けた想い）        |
| （※ 新型コロナウイルス感染症拡大防止の為、制作休止） |                |                | |
| 特別編                                               | 2021年5月19日  | MORFONICAL     | 自宅レッスン大公開！（リモート収録）                                                                                        |
| #4                                                   | 2020年6月2日   | もるふぉにかる | メンバー全員で「お勉強」にチャレンジ                                                                                        |
| #5                                                   | 2020年6月16日  | もるふぉにかる | メンバー全員で「お嬢様マナー」にチャレンジ                                                                                  |
| #6                                                   | 2020年6月30日  | もるふぉにかる | メンバー全員で「一流を見極めよう！」にチャレンジ                                                                            |
| #7                                                   | 2020年7月21日  | MORFONICAL     | Ba. 広町七深役の西尾夕香、Dr. 二葉つくし役のmikaにフォーカス（デビューが公表されてから初ライブ出演前までの想い）            |
| #8                                                   | 2020年8月4日   | MORFONICAL     | Gt. 桐ヶ谷透子役の直田姫奈、Vn. 八潮瑠唯役のAyasaにフォーカス（デビューが公表されてから初ライブ出演前までの想い）           |
| #9                                                   | 2020年8月18日  | MORFONICAL     | Vo. 倉田ましろ役の進藤あまねにフォーカス（デビューが公表されてから初ライブ出演前までの想い）                                |
| #10                                                  | 2020年9月8日   | MORFONICAL     | 初ライブ「BanG Dream! 8th☆LIVE」夏の野外3DAYSの舞台裏に密着                                                                 |
| #11                                                  | 2020年9月22日  | MORFONICAL     | Ba. 広町七深役の西尾夕香、Dr. 二葉つくし役のmika、Vn. 八潮瑠唯役のAyasa（初ライブの感想）                                   |
| #12                                                  | 2020年9月29日  | MORFONICAL     | Vo. 倉田ましろ役の進藤あまね、Gt. 桐ヶ谷透子役の直田姫奈（初ライブの感想）                                                  |
| 最終回                                               | 2020年10月27日 | MORFONICAL     | Morfonica 1st Live「Cantabile」当日のMorfonicaキャスト5人を密着取材                                                         |

## ラジオ
『モニカラジオ』が制作され、YouTube「バンドリちゃんねる☆」にてプレミア公開形式により毎週配信されていた。

### バンドリ！ ガールズバンドパーティ！ presents モニカラジオ
『バンドリ！ ガールズバンドパーティ！ presents モニカラジオ』は2020年4月7日より放送を開始した毎週水曜日17:00（2021年3月までは火曜日21:00）にYouTube「バンドリちゃんねる☆」にてプレミアム配信される映像付きWebラジオ番組。パーソナリティは直田姫奈（桐ヶ谷透子 役）、西尾夕香（広町七深 役）。HiBiKi Radio Stationでも本放送後にアーカイブ配信される。
YouTube第1期#5～#12は、新型コロナウイルス感染症拡大防止のため、リモート収録が行われた。
前述のようにニッポン放送にて2019年9月30日より『バンドリ!ポッピンラジオ!』『RoseliaのRADIO SHOUT!』『RAISE A SUILENのRADIO R･I･O･T』の3番組が3ヶ月ごとにローテーション放送を実施していたが、3番組が一通り放送を終えた後は『モニカラジオ』を4番組目として追加し、2020年7月6日より9月28日まで毎週月曜20:30 - 21:00の時間帯に放送（関東ローカル）。アシスタントはニッポン放送アナウンサーの吉田尚記。なお、『BanG Dream!』同様にブシロードが関与するプロジェクト『D4DJ』のラジオ番組『D4DJ presents Lyrical Lilyのリリリのリ♪』が後番組として同年10月〜12月に編成されるため、ニッポン放送での『BanG Dream!』関連のラジオ放送は本番組を最後に一旦終了したが2021年1月から『BanG Dream! Presence RAISE A SUILENのRADIO R・I・O・T』が再スタートした。
放送回の番号は、ニッポン放送版開始の際に一度リセットされ#1からとなっているが、YouTube第2期からは第1期・ニッポン放送版を通算した連番に戻された。
2022年7月4日からプロジェクトを集約した新番組の制作が決定したことにより、他バンドの番組と共に当番組も6月末（#115）で配信終了となった。

#### ゲスト
YouTube第1期
- #3・#4 進藤あまね（2020年4月21日・28日）

ニッポン放送版
- #9（2020年8月31日）：mika
- #10・#11（2020年9月14日・21日）：Ayasa
- #12 （2020年9月28日）：進藤あまね

YouTube第2期
- #48・#49（2021年3月16日・23日）：進藤あまね
- #50・#51（2021年3月30日・4月6日）：mika
- #52・#53（2021年4月13日・20日）：Ayasa
- #74・#75（2021年9月15日・22日）：倉知玲鳳（RAISE A SUILEN Key.パレオ役）
- #100・#101（2022年3月16日・23日）：mika
- #106・#107（2022年4月27日・5月4日）：進藤あまね ※ 西尾夕香休演の代役
- #112・#113（2022年6月8日・15日）：進藤あまね

| ニッポン放送 月曜 20:30 - 21:00 | ニッポン放送 月曜 20:30 - 21:00 | ニッポン放送 月曜 20:30 - 21:00 |
| 前番組                          | 番組名                          | 次番組                          |
| ------------------------------- | ------------------------------- | ------------------------------- |
| RAISE A SUILENのRADIO R･I･O･T   | モニカラジオ                    | Lyrical Lilyのリリリのリ♪       |

### ユニットメンバー
1. ↑  丸山彩（前島亜美）、氷川日菜（小澤亜李）、白鷺千聖（上坂すみれ）、大和麻弥（中上育実）、若宮イヴ（秦佐和子）

### シリーズ一覧
1. ↑  キャラクタージャケット盤 5種